# Mariusz Zaniewski
Mariusz Zaniewski (ur. 19 października 1977 w Szczecinie) – polski aktor teatralny, telewizyjny i filmowy. Absolwent krakowskiej PWST (2003).

## Życiorys
Jako pierwszy kierunek studiów wybrał lalkarstwo we wrocławskiej filii PWST im. Ludwika Solskiego w Krakowie. W trakcie tych studiów zdecydował się na aktorstwo dramatyczne. Dyplom na tym wydziale uzyskał w 2003.
Swoją aktorską drogę rozpoczynał w Teatrze Słowa Proscenium w Szczecinie w roku 1993. Pierwszą nagrodę za rolę dramatyczną uzyskał jako członek tegoż teatru. 5 listopada 2000 zadebiutował w teatrze zawodowym rolą w spektaklu Nie-Boska komedia (reż. Krzysztof Nazar) na deskach Starego Teatru w Krakowie. Początkowo związany był z Teatrem Zagłębia w Sosnowcu (2004–2005), później powrócił do Wrocławia. Przez rok pozostawał bez stałego etatu, a następnie w 2006 związał się z wrocławskim Teatrem Polskim. Współpracuje również z warszawskim Teatrem Powszechnym. Występował ponadto w teatrach: Starym w Krakowie (2000 i 2005), Powszechnym w Radomiu (2001), STU w Krakowie (2006). Od 2009 jest aktorem w Teatrze Wytwórnia w Warszawie, a od 2011 również etatowym aktorem Teatru Nowego w Poznaniu. Ma na koncie także role w Teatrach Telewizji.
Na szklanym ekranie zadebiutował w 2003 rolą w serialu M jak miłość, a jego debiut kinowy to rola w filmie Giacomo Battiato Karol. Człowiek, który został papieżem. Występował w serialach (m.in. w Klanie) i filmach fabularnych oraz współpracował z reżyserami, takimi jak Ryszard Bugajski, Piotr Wereśniak, Łukasz Karwowski. Największy rozgłos telewizyjny przyniosła mu rola Aleksa Febo, dyrektora finansowego domu mody „Febo&Dobrzański” w serialu BrzydUla (2008–2009, 2020–2022).
Wystąpił w teledysku do piosenki „Kraków” wykonanej wspólnie przez Marka Grechutę z jego zespołem Anawa i Myslovitz.

## Filmografia
- 2002: Plebania − jako klient w barze „Angelika” (odc. 149)
- 2003: M jak miłość jako Andrzej, chłopak Jolki Kowalskiej (odc. 141, 143 i 163)
- 2004: Karol. Człowiek, który został papieżem jako ordynans Franka
- 2004–2012, 2016: Pierwsza miłość jako mecenas Karol Kasprzyk
- 2005–2012: Klan jako Miron Lipski
- 2005: Wieża jako Mateusz
- 2005–2006: Kryminalni jako Jacek, partner Patrycji (odc. 38, 45 i 48)
- 2006–2007: Pogoda na piątek
- 2006: Egzamin z życia jako doktor Adam (odc. 43, 47, 48, 60 i 66)
- 2007: Mamuśki jako Sołtysik (odc. 24)
- 2007: Faceci do wzięcia (odc. 33)
- 2008: Niania jako manager Maryli Rodowicz (odc. 94)
- 2008: Mała wielka miłość jako kolejkowicz w pierogarni
- 2008–2009, 2020–2022: BrzydUla jako Aleks Febo, brat Pauliny
- 2009: Moja nowa droga jako Krystian Mikulski
- 2009: Zero jako kolega pracownika firmy prezesa
- 2009: Nigdy nie mów nigdy jako kochanek Amy
- 2009: Rajskie klimaty jako Kostek, szef Marty
- 2009: Naznaczony jako manager Żylety (odc. 9)
- 2009: Dekalog 89+ jako prawnik (odc. 4)
- 2010: Usta usta jako Sebastian, były chłopak Julii (odc. 1)
- 2010: 1920. Wojna i miłość jako hrabia Edward Ostrowski (odc. 4)
- 2011: Wiadomości z drugiej ręki jako Burczuk (odc. 14)
- 2011: Rezydencja jako Robert
- 2011: Ojciec Mateusz jako choreograf Patryk Zawadzki (odc. 79)
- 2011: Na dobre i na złe jako Marek (odc. 467)
- 2012–2013: Przyjaciółki jako Piotr Matysiak
- 2012: Prawo Agaty jako adwokat Brożka (odc. 18)
- 2012: Barwy szczęścia jako Damian Niedzielski, wykładowca Zwoleńskiej (odc. 698, 735)
- 2012: Komisarz Alex jako Adrian Balicki (odc. 21)
- 2013: Bez tajemnic − jako Maurycy Lenart, biologiczny ojciec Jeremiego (odc. 16, 26)
- 2014: Na Wspólnej jako Mariusz, kochanek Oli Zimińskiej
- 2014–2015: M jak miłość jako profesor Christopher Kamiński
- 2016: Pierwsza miłość jako Zbigniew Prus, kochanek Ewy, byłej żony Michała Domańskiego
- 2016: Komisarz Alex jako Karol Ochnio, partner Iwony Cieślak (odc. 102)
- 2016: Kochaj! jako mężczyzna od pocałunku
- 2016: Druga szansa – jako mecenas Sary Daymer (odc. 17)
- 2016: Singielka jako Janek (odc. 190-192, 194)
- 2017: Ojciec Mateusz jako Maciej Parys, partner Grażyny Krupskiej (odc. 235)
- 2017: Miasto skarbów jako Semen Sawczuk „Czarny”, kochanek Leny Bagińskiej (odc. 9)
- 2018: W rytmie serca – jako porucznik Janusz Majcher, żołnierz zawodowy Wojska Polskiego (odc. 19)
- 2018: Speed Love jako barman
- 2018: Drogi wolności jako kapitan Bondarek (odc. 8, 9)
- 2018: 53 wojny jako facet na przystanku
- 2018: Druga szansa – jako prawnik Piotra (odc. 5, sezon 5)
- 2018: Kler jako rzecznik kurii
- 2019: Władcy przygód. Stąd do Oblivio jako tata Franka
- 2019: Pułapka – jako archiwista IPN, kolega Olgi (odc. 11)
- 2020: Zenek jako organizator koncertu w Ostródzie
- 2020: Ludzie i bogowie jako Herbert Junk (odc. 3)
- 2020: Śniegu już nigdy nie będzie jako deweloper
- 2024: Kulej. Dwie strony medalu jako doktor Moskwa

## Role teatralne
- 2000: Nie-Boska komedia (reż. K. Nazar)
- 2000: Podróż (Teatr Telewizji, reż. Piotr Mikucki)
- 2001: Cudowny naszyjnik (reż. Grzegorz Suski)
- 2002: Trzeci akt jako Towarzysz Abramowski (reż. Jerzy Jarocki)
- 2002: Wesele. Sceny jako Widmo (reż. Jerzy Trela)
- 2002: Kształt rzeczy jako Adam (reż. Grzegorz Wiśniewski)
- 2002: Po deszczu jako Komputerowiec (reż. Jan Peszek)
- 2004: Ślub jako Henryk (reż. Jacek Bunsch)
- 2004: Romeo i Julia jako Romeo (reż. Adam Sroka)
- 2004: Remix: Mendoza i Kill Bill jako Jarek (reż. Jan Dowjat)
- 2005: Hamlet jako Hamlet (reż. Bartłomiej Wyszomirski)
- 2005: Ksiądz Marek jako ksiądz Marek (reż. Michał Zadara)
- 2006: Wesele jako dziennikarz, Widmo (reż. M. Zadara)
- 2006: Terrordrom Breslau jako Tom (reż. Wiktor Rubin)
- 2006: Śmierć rotmistrza Pileckiego jako porucznik UB Eugeniusz Chimczak (Scena Faktu, reż. R. Bugajski)
- 2007: Zaśnij teraz w ogniu jako Adam (reż. Przemysław Wojcieszek)
- 2007: Juliusz Cezar jako Oktawiusz (reż. Remigiusz Brzyk)
- 2008: Hamlet jako Klaudiusz (reż. Monika Pęcikiewicz)
- 2008: Przyjacielowi, który nie uratował mi życia (reż. Michał Sieczkowski)
- 2011: „Turyści” jako Atletyczny mężczyzna (reż. Lena Frankiewicz)
- 2012: Dwunastu gniewnych ludzi jako przysięgły nr 5 (reż. Radosław Rychcik)
- 2012: Dyskretny urok burżuazji (reż. Marcin Liber)
- 2013: Testament psa jako ksiądz (reż. Remigiusz Brzyk)
- 2014: Dziady jako Gustaw / Konrad (reż. Radosław Rychcik)
- 2014: Elsynor (reż. Grzegorz Gołaszewski)

## Informacje dodatkowe
- Aktor ma 190 cm wzrostu.